# Miss Mondo Italia
Miss Mondo Italia è il concorso ufficiale per la selezione della rappresentante italiana a Miss World, il concorso di bellezza e talento più antico e prestigioso al mondo, cui partecipano più di 140 paesi con un seguito di oltre due miliardi di persone.
Una manifestazione che interessa l’intero territorio italiano, con una copertura totale delle venti regioni, nelle quali da Luglio a Dicembre e da Gennaio a Maggio si svolgono le numerose e seguitissime selezioni e finali regionali, che consentono l’accesso alla Finale Nazionale in programma nel mese di Giugno a Gallipoli, località balneare di tendenza e meta tra le più gettonate del turismo.
Quest’ultima, tenutasi anche per il 2018 presso il Teatro Italia di Gallipoli (capienza 1.500 posti, sold out), è stata presentata da Stefano De Martino con la partecipazione di numerosi ospiti, tra cui Fabio Fulco, Cecilia Capriotti, Luca Abete, Antonio Giuliani, Valeria Altobelli, Matthew Lee e i The Bootle’s.
Una kermesse che abbraccia l’intero stivale, fa tappa nelle più belle piazze, città e località d'Italia, attivando un “contagioso” coinvolgimento ed una viva partecipazione delle oltre 10.000 aspiranti concorrenti (nonché delle migliaia di spettatori, fan del Concorso) all’inseguimento dell’ambitissima corona di Miss World.
Il Concorso, infatti, seleziona a livello regionale 150 ragazze, le quali accedono alla Road to Final, ovvero il percorso che da 150 semifinaliste elegge le 50 finaliste che prendono parte alla Finale Nazionale e si contendono il titolo di Rappresentante italiana nel Concorso Mondiale.
La manifestazione è cresciuta considerevolmente, anche in ragione della “unicità” che le deriva dalla valorizzazione della bellezza in tutte le sue forme, non solo quindi di quella prettamente estetica, ma anche di quella espressa nei numerosi eventi collaterali “Sport”, “Talent”, “Model” e “Beach”. Questi ultimi, infatti, organizzati durante la Road to Final, sono pensati proprio nella logica di mettere in luce le doti delle 50 finaliste Concorrenti, in una competizione a tutto tondo.
Miss Mondo è seguito, oltre che dai quotidiani ed emittenti televisive regionali, anche dai media nazionali - tra cui Ansa, Adkronos, Messaggero, il Giornale, Libero, TgCom -  ed in particolare da LaStampa.it

## Albo d'oro
| Anno | Nome                 | Provenienza                           | Piazzamento a Miss Mondo                                              |
| ---- | -------------------- | ------------------------------------- | --------------------------------------------------------------------- |
| 2004 | Valeria Altobelli    | - Roma                                |                                                                       |
| 2005 | Sofia Bruscoli       | - Misano Adriatico (Rimini)           | Top 6. Miss Europa del Sud                                            |
| 2006 | Elizaveta Migatcheva | - Roma                                | 2ª Talent                                                             |
| 2007 | Giada Wiltshire      | - Lugo di Romagna (Ravenna)           | Non classificata                                                      |
| 2008 | Claudia Russo        | - Messina                             | Top 32 Top Model                                                      |
| 2009 | Alice Taticchi       | - Perugia                             | Non classificata                                                      |
| 2010 | Giada Pezzaioli      | - Montichiari (Brescia)               | Top 7                                                                 |
| 2011 | Tania Bambaci        | - Barcellona Pozzo di Gotto (Messina) | Top 15. 2ª Top Model. Top 10 Beach Beauty                             |
| 2012 | Jessica Bellinghieri | - Messina                             | Top 40 Beach Beauty                                                   |
| 2013 | Sarah Baderna        | - Piacenza                            | Top 20. Top 10 Top Model. Top 11 Beach Beauty. Top 20 Sport e Fitness |
| 2014 | Silvia Cataldi       | - Sannicola (Lecce)                   | Non classificata                                                      |
| 2015 | Greta Galassi        | - Rovereto (Trento)                   | 2ª Top Model                                                          |
| 2016 | Giada Tropea         | - Lamezia Terme (Catanzaro)           | Non classificata                                                      |
| 2017 | Conny Notarstefano   | - Lucera (Foggia)                     | Top 40. 3ª Talent. Top 23 Sports e Fitness                            |
| 2018 | Nunzia Amato         | - Napoli                              | Top 25 BWAP. Top 32 Top Model                                         |
| 2019 | Adele Sammartino     | - Pompei (Napoli)                     | Top 40 Miss Top Model                                                 |
| 2021 | Claudia Motta        | - Velletri (Roma)                     | Non classificata                                                      |
| 2022 | Rebecca Arnone       | - Torino                              | Top 40                                                                |
| 2023 | Chiara Esposito      | - Basilicata                          | Top 20                                                                |
| 2024 | Lucrezia Mangilli    | - Milano                              |                                                                       |
| 2025 | Sofia Viola          | - Pozzuoli (Napoli)                   |                                                                       |

## Regioni di provenienza
| Titoli | Regione             | Anni             |
| ------ | ------------------- | ---------------- |
| 3      | Campania            | 2018, 2019, 2025 |
| 3      | Lazio               | 2004, 2006, 2021 |
| 3      | Emilia-Romagna      | 2005, 2007, 2013 |
| 3      | Sicilia             | 2008, 2011, 2012 |
| 2      | Lombardia           | 2010, 2024       |
| 2      | Puglia              | 2014, 2017       |
| 1      | Basilicata          | 2023             |
| 1      | Piemonte            | 2022             |
| 1      | Calabria            | 2016             |
| 1      | Trentino-Alto Adige | 2015             |
| 1      | Umbria              | 2009             |